# Consejo departamental de los Pirineos Atlánticos
El Consejo departamental Pirineos Atlánticos es la asamblea deliberativa correspondienta al Departamento francés de los Pirineos Atlánticos, una comunidad territorial descentralizada que tiene su sede en la ciudad de Pau, en el antiguo edificio del Parlamento de Navarra, que en su día albergó el Palacio de Justicia.

## Presidente del consejo departamental
El presidente del consejo departamental Pirineos Atlánticos es Jean-Jacques Lasserre (MoDem) desde 2015.

## Los vicepresidentes
| apellido        | Izquierda | Funciones                        |
| --------------- | --------- | -------------------------------- |
| Max Brisson     | UMP       | Finanzas                         |
| Denise Saint-Pé | MoDem     | Administración                   |
| Charles Pelanne | UDI       | Planificación vial y territorial |
| Josy Poueyto    | MoDem     | Social y educativa               |

## Asesores departamentales
El consejo departamental de Pirineos Atlánticos incluye 54 consejeros departamentales de los 27 cantones de Pirineos Atlánticos.